# Judy Clay
Judy Clay, geboren als Judy Guions (St. Pauls (North Carolina), 12 september 1938 - Fayetteville, North Carolina, 19 juli 2001) was een Amerikaanse soul- en gospelzangeres. Commercieel gezien was Clay niet opvallend succesvol, maar ze was in 1967 de eerste zwarte zangeres die een duo vormde met een blanke zanger.

## Biografie

### Jeugd
In Fayetteville, werd Clay door haar oma opgevoed en zong ze in kerkkoren. Begin jaren vijftig werd ze lid van de gospelgroep The Drinkard Singers, die werd geleid door Lee Drinkard Warrick. Andere leden van de groep waren een zus en twee dochters van Warrick. Zus Emily zou later solo gaan zingen onder de artiestennaam Cissy Houston en de twee dochters waren respectievelijk Dionne en Delia. Zij werden later bekend als Dionne Warwick en Dee Dee Warwick. Met deze groep, die beter bekend zou worden als The Sweet Inspirations, maakte Clay in 1954 haar eerste plaat: The Newport Spiritual Stars.

### Zangcarrière
In 1960 verliet Clay de groep en in 1961 maakte ze haar eerste soloplaat, More Than You Know, die verscheen bij Ember Records. Twee jaar later vormde ze een duo met Little Lee, met wie ze de single Everyday Since You've Been Gone uitbracht. Daarna nam ze met weinig succes een paar singles op bij verschillende platenmaatschappijen. Daarvan werd alleen You Busted My Mind (1966) een jaar na verschijning in Engeland een bescheiden succes.
Clay ontmoette in 1967 Jerry Wexler van Atlantic Records, die haar voorstelde aan de blanke zanger en liedjesschrijver Billy Vera. De twee besloten samen platen te gaan maken en werden zo het eerste interraciale zangduo in de soul-geschiedenis. De muziek van de LP Storybook Children, die datzelfde jaar verscheen, werd goed ontvangen tijdens concerten. De televisiestations boycotten het duo echter, omdat deze samenwerking van twee culturen als te controversieel werd beschouwd. Het titelnummer van de plaat werd 1 keer op televisie uitgevoerd door Nancy Sinatra en Lee Hazlewood.
Na een tweede duet met Vera, A Country Girl and a City Man (Just Across the Line) tekende Clay in 1968 een contract bij Stax Records. Bij deze platenmaatschappij kwam ze William Bell tegen, met wie ze haar grootste hit in Amerika kreeg: Private Number. De single werd ook in Engeland populair. Clay's daarna uitbrachte solo-single Remove These Clouds flopte echter. Bij Atlantic Records nam ze nog enkele singles met Vera op. Haar laatste single was een cover van de Bee Gees, Staying Alive (1978). Ook dit werd geen hit. Clay bleef wel toeren en zong veel in achtergrondkoortjes, onder andere van Ray Charles en Aretha Franklin.
Clay, die getrouwd was met de jazzdrummer Leo Gatewood, werd in 1979 met goed gevolg aan een hersentumor geopereerd. Na haar laatste tour, in 1980-81 met Ray Charles, keerde Clay terug naar de gospelmuziek en zong ze af en toe in het kerkkoor van Cissy Houston. In 1990 werd ze evangeliste.
In 2001 kwam Clay op 62-jarige leeftijd bij een auto-ongeluk om het leven.